# 奈欧福日
奈欧福日（法語：Naix-aux-Forges，法語發音：[nɛ o fɔʁʒ]）是法国默兹省的一个市镇，属于巴勒迪克区。

## 地理
奈欧福日（48°38'11"N, 5°22'37"E）面积6.32 平方千米，位于法国大東部大區默兹省，该省份为法国西北部内陆省份，北与比利时接壤，西接马恩省和阿登省，南至上马恩省和孚日省，东临默尔特-摩泽尔省。
与奈欧福日接壤的市镇（或旧市镇、城区）包括：博维奥勒、埃维利耶、默诺库尔、尚特赖讷、楠图瓦、奥尔南河畔圣阿芒、特雷沃赖。

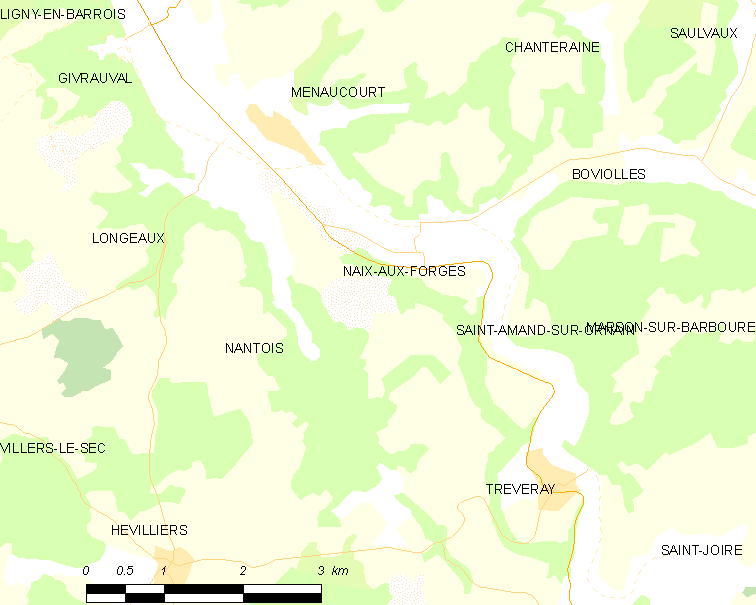
奈欧福日的OSM定位图

奈欧福日的时区为UTC+01:00、UTC+02:00（夏令时）。

## 行政
奈欧福日的邮政编码为55500，INSEE市镇编码为55370。

## 政治
奈欧福日所属的省级选区为利尼昂巴鲁瓦县。

## 人口

1962-2008年间奈欧福日人口变化图示

奈欧福日于2022年1月1日时的人口数量为195人。